# Scleritodermidae
Scleritodermidae é uma família de esponjas marinhas da ordem Lithistida.

## Gêneros
- Aciculites Schmidt, 1879
- Amphibleptula Schmidt, 1879
- Microscleroderma Kirkpatrick, 1903
- Scleritoderma Sollas, 1888
- Setidium Schmidt, 1879